# Thank You (альбом Меган Трейнор)
Существует альбом с таким же названием, выпущенный группой Duran Duran
Thank You (рус. «Спасибо») — второй студийный альбом американской певицы и автора песен Меган Трейнор. Релиз альбома состоялся 13 мая 2016 года под лейблом Epic Records. Альбом был записан в течение 2015 года. Продюсером альбома выступил Рикки Рид.

## История создания
| Совокупная оценка    | Совокупная оценка |
| Источник             | Оценка            |
| -------------------- | ----------------- |
| Metacritic           | 60/100            |
| Оценки критиков      |                   |
| Источник             | Оценка            |
| AllMusic             | [ 4 ]             |
| Entertainment Weekly | B+                |
| The Guardian         | [ 6 ]             |
| The Observer         | [ 7 ]             |
| Slant Magazine       | [ 8 ]             |
| Spin                 | 6/10              |

В конце 2015 года Меган Трейнор объявила о том, что планирует выпуск альбома в феврале или марте следующего года, а также подтвердила, что альбом будет записан в сотрудничестве со многими музыкальными исполнителями, в том числе с группой Rock City. Говоря о своих влияниях на запись альбома, Трейнор сказала: «Я бы хотела больше идти вперёд, показывая в альбоме всё то, на чём я выросла, от Бруно Марса до Ареты Франклин, и даже некоторые флюиды Элвиса». В январе 2016 года Меган Трейнор подтвердила в интервью журналу Forbes, что первый сингл альбома будет выпущен не раньше февраля. Альбом стал доступен для предварительного заказа 4 марта 2016 года в iTunes Store, вместе с делюкс-версией альбома. Также в этот день состоялся релиз первого сингла альбома, получивший название «NO».
В интервью для журнала Popdust, исполнительный продюсер альбома, Рикки Рид рассказал, что первый сингл альбома будет назван «NO», и его релиз состоится вместе с предзаказом альбома, а также заявил: «В альбоме нет безусловных синглов и хитов, и весь альбом довольно некоммерческий. Альбом очень эллектричен, но сфокусированный. После сингла „NO“, мы начали создавать ещё другие. Мы поставили альбом под новый объектив». «Это был очень трудный процесс», — заявил продюсер. Альбом записывали в основном в жанрах голубоглазый соул, который Меган решила внести в альбом из-за Элвиса, а также поп-музыка. Сингл «NO» был написан Трейнор из-за разногласий с продюсером лейбла.

## Синглы
Первый сингл альбома получил название «NO» и был выпущен вместе с предзаказом альбома в iTunes Store 4 марта 2016 года. Помимо жанра dance-pop, в песне присутствуют лирические моменты, повествующие о женской независимости. Сингл был написан во время разногласий Трейнор с продюсером лейбла из-за альбома и его критики. Описывая подобные проблемы, в альбом будет включён сингл «Woman Up», который в каком то смысле является «гимном всех женщин». Трейнор дразнила песню «старой школой», которая называется «Dance Like Your Daddy», написанная для своей матери, и планировали сделать его закрывающим треком в альбоме. «Это определённо мой альбом, но для более взрослой меня, интенсивной и зрелой Трейнор» — прокомментировала певица.

### Отзывы критиков
По данным сайте Metacritic, альбом получил рейтинг в 60 из 100 баллов.

## Список композиций
| №                   | Название                                   | Автор(ы)                                                                                       | Продюсер(ы)                         | Длительность |
| ------------------- | ------------------------------------------ | ---------------------------------------------------------------------------------------------- | ----------------------------------- | ------------ |
| 1.                  | «Watch Me Do»                              | Меган Трейнор Эрик Фредерик Якоб Кашер Гамал Льюис                                             | Рикки Рид                           | 2:49         |
| 2.                  | «Me Too»                                   | Трейнор Фредерик Кашер Льюис                                                                   | Рид                                 | 3:01         |
| 3.                  | «NO»                                       | Меган Трейнор Эрик Фредерик Якоб Кашер                                                         | Рикки Рид                           | 3:33         |
| 4.                  | «Better» (при участии Yo Gotti)            | Меган Трейнор Эрик Фредерик Томми Браун Стивен Фрэнкс Марио Мимс Тейлор Паркс Трэвис Сейлс     | Рикки Рид Томми Браун Стивен Фрэнкс | 2:47         |
| 5.                  | «Hopeless Romantic»                        | Трейнор Карлссон Росс Голан                                                                    | Трейнор Карлссон                    | 4:05         |
| 6.                  | «I Love Me» (при участии LunchMoney Lewis) | Трейнор Фредерик Лэвис Хиндин Томас Троилсон                                                   | Рикки Рид                           | 2:47         |
| 7.                  | «Kindly Calm Me Down»                      | Трейнор Фредерик Джеймс Джи. Моралис Мэттью Моралис Джулио Дэвид Родригез                      | The Elev3n                          | 3:58         |
| 8.                  | «Woman Up»                                 | Трейнор Фредерик Джи Моралис Эм. Моралис Родригез Паркс Нэш Оверстрит Эрика Нюри Шайен Стивенс | The Elev3n                          | 3:28         |
| 9.                  | «Just a Friend to You»                     | Меган Трейнор Крис Гелбуда                                                                     |                                     | 2:44         |
| 10.                 | «I Won't Let You Down»                     | Меган Трейнор Хиндли Фредерик Лэвис                                                            | Рид                                 | 3:20         |
| 11.                 | «Dance Like Yo Daddy»                      | Трейнор Фредерик Кэдиш                                                                         | Рикки Рид                           | 3:02         |
| 12.                 | «Champagne Problems»                       | Меган Трейнор Майкл Фостер Райан Мэтью Теддер                                                  | Томми Браун Khaled Rohaim           | 3:42         |
| Общая длительность: | Общая длительность:                        | Общая длительность:                                                                            | Общая длительность:                 | 39:17        |

| №                   | Название                            | Автор(ы) | Продюсер(ы)                                  | Длительность |
| ------------------- | ----------------------------------- | --- | -------------------------------------------- | ------------ |
| 13.                 | «Mom» (при участии Келли Трейнор)   | Меган Трейнор Джастин Трейнор Йохан Карлссон                                                                    | Меган Трейнор Джастин Трейнор Йохан Карлссон | 3:14         |
| 14.                 | «Friends»                           | Трейнор Фредерик Браун Фрэнкс Фостер Тэддер Бьянка Аттерберри                                                   | Рид Браун Фрэнкс                             | 3:30         |
| 15.                 | «Thank You» (при участии Rock City) | Трейнор Стэфан Джонсон Джордан Джонсон Маркус Ломакс Ферон Томас Тимоти Томас Оливер Питерхофф Джордан Фидермэн | The Monsters and the Strangerz               | 3:25         |
| Общая длительность: | Общая длительность:                 | Общая длительность:                                                                                             | Общая длительность:                          | 49:26        |

| №                   | Название            | Автор(ы)                                                                           | Продюсер(ы)         | Длительность |
| ------------------- | ------------------- | ---------------------------------------------------------------------------------- | ------------------- | ------------ |
| 16.                 | «Goosebumps»        | Трейнор Фредерик Лэвис Эрик Винкорн Джо Спаргу Роберт Риллей Чарли Вайт Билли Болл | Рид Винкорн         | 3:41         |
| 17.                 | «Throwback Love»    | Трейнор Кэдиш                                                                      | Рид Кэдиш           | 3:14         |
| Общая длительность: | Общая длительность: | Общая длительность:                                                                | Общая длительность: | 56:21        |

| №   | Название              | Автор(ы)                 | Продюсер(ы)                | Длительность |
| --- | --------------------- | ------------------------ | -------------------------- | ------------ |
| 18. | «No» (Караоке-версия) | Трейнор Фредерик Хиндлин | Рид                        |              |
| 19. | «Good to Be Alive»    | Трейнор Райан Трейнор    | Меган Трейнор Джи. Трейнор | 3:47         |

## Чарты
| Чарт (2016)                       | Максимальная позиция |
| --------------------------------- | -------------------- |
| Australian Albums (ARIA)          | 3                    |
| Бельгия/Фландрия (Ultratop)       | 37                   |
| Бельгия/Валлония (Ultratop)       | 65                   |
| Нидерланды (Album Top 100)        | 20                   |
| French Albums (SNEP)              | 96                   |
| Ирландия (IRMA)                   | 15                   |
| Italian Albums (FIMI)             | 80                   |
| New Zealand Albums (RMNZ)         | 5                    |
| Норвегия (VG-lista)               | 29                   |
| Swedish Albums Sverigetopplistan) | 22                   |
| Великобритания (UK Albums Chart)  | 5                    |

## История релиза
| Регион      | Дата        | Формат   | Лейбл(ы)  | Ист.   |
| ----------- | ----------- | -------- | --------- | ------ |
| Apple Music | 6 мая 2016  | Стриминг | Epic Sony | [ 32 ] |
| Земля       | 13 мая 2016 | CD ЦД    | Epic Sony | [ 2 ]  |